# Неофит VII
Патриа́рх Неофи́т VII (греч. Πατριάρχης Νεόφυτος Ζ΄; Смирна Османская империя — Афон) — Константинопольский Патриарх, занимавший престол с 1789 по 1794 годы и с 1798 по 1801 годы.

## Биография
Родился в Смирне, где окончил знаменитую Евангелическую школу, получив систематическое богословское образование будучи одноклассником Никодима Святогорца. Был противником популяризации религиозных текстов, считая, что это приведёт к их вульгаризации.
После рукоположения в сан диакона был великим архидиаконом при Патриаршем соборе, а в мае 1771 года был избран митрополитом Маронийским (Maroneia).

### Патриаршество
В мае 1789 года был избран на Константинопольскую патриаршую кафедру. С 1 марта 1794 года за сребролюбие и деспотическое отношение к духовенству был вынужден уйти в отставку и поселился первоначально на острове Халки, затем на Родосе, потом на Патмосе и позднее на горе Афон.
В 1798 году повторно был избран Константинопольским патриархом, но 17 июня 1801 года он вновь подал в отставку и был сослан на Святую гору Афон.
Во время своего Патриаршества сделал распоряжение, чтобы бывшие патриархи, низложенные с кафедры не жили в пределах Константинопольской архиепископии. Также издал грамоту о благоустройстве школы на острове Наксосе и предоставил права ставропигии монастырю Христа Спасителя на острове Принкипио. Открыл новую митрополию на Керкире, содействовал изданию двух канонических сборников — «Κανονικόν» монаха Христофора и «Πηδάλιον» Никодима Святогорца.